# Црква Свете Гајане
Црква Свете Гајане (јерм. Սուրբ Գայանէ եկեղեցի) јерменска је црква из 7. века смештена у Ечмијадзину.
Налази се у близини катедрале из 303. године. Цркву Свете Гајане је саградио католикос Езра I 630. године. Изглед је остао непромењен упркос делимичној обнови куполе и неких стубова 1652. године.
Света Гајана, по којој је црква добила име, била је редовница која је умрла као мученица, заједно са другим редовницама чије је убиство наредио Тиридат III 301. године. Постала је светица у Јерменској апостолској цркви. Трдат III је ускоро прешао на хришћанство.
Црква Свете Гајане, заједно са неколико оближњих локалитета (Катедрала и цркве Ечмијадзина и археолошки локалитет Звартноц), заштићена је и уврштена на УНЕСКО-в списак Светске баштине у Азији и Аустралазији 2000. године.

## Одлике
Црква Свете Гајане је надсвођена тробродна базилика са осмоугаоним тамбуром наслоњеним на четири унутрашња стуба, који раздвајају унутрашњост цркве у три лађе. Средњи делови бочних бродова су нешто веће површине и покривају сводове формирајући попречни брод. На источном зиду унутрашњости цркве је полукружна апсида с правоугаоном комором са обе стране. Главни од три портала улази кроз лучни трем, док се два бочна налазе на северним и јужним зидовима.

## Галерија
- Плафон цркве